# Ping-Pong: Az ököl színre lép
A Ping-Pong: Az ököl színre lép (eredeti címén: Kung Pow! Enter the Fist) 2002-ben bemutatott amerikai harcművészeti témájú filmvígjáték, mely az 1970-es évekbeli hongkongi akciófilmek paródiája.
A film rendezője, forgatókönyvírója, producere és főszereplője Steve Oedekerk. A rendező az 1976-os Tiger & Crane Fists (kínai címén: Hu hao shuang xing) című hongkongi harcművészeti filmből dolgozott át Bluebox technikával bizonyos jeleneteket. Az önmaga által átszinkronizált szereplőkkel és új jelenetek hozzáadásával Oedekerk az eredeti filmhez egyáltalán nem kapcsolódó vígjátékot alkotott. A történet során olyan műveket is kiparodizál, mint a Mátrix vagy Az oroszlánkirály.
Bár a 10 millió dollárból készült film jegyeladási szempontból sikeresnek mondható 17 millió dolláros bevételével, nagyrészt negatív kritikákat kapott. Ennek ellenére a megjelenése óta kultuszfilmmé vált.
2015-ben jelentették be a második rész elkészítésének hírét, szintén Oedekerk rendezésében.

## Cselekmény
A narrátor által csak A kiválasztottnak nevezett férfi városról városra járva keresi családja gyilkosát, aki csecsemőként vele is megpróbált végezni. Találkozik a betegeskedő és különc természetű Tang kungfumesterrel és a segítségét kéri már így is kiemelkedő harcművészeti tudásának további elmélyítésében. Bár Tang eleinte vonakodik, amikor A kiválasztott megmutatja neki gyerekkora óta hordozott jelét (az önálló életet élő nyelvét), beleegyezik az oktatásába. Edzés közben A kiválasztott két további tanítvánnyal is megismerkedik: a jövevény képességeit féltékenyen figyelő Wimp Lóval (akit Tang szándékosan rosszul tanított meg a kungfura, viccből), továbbá egy félénk lánnyal, Linggel, akivel hamarosan egymásba szeretnek.
Amikor megtudja, hogy szülei gyilkosa, Pain mester a városban tartózkodik, A kiválasztott konfrontálódni akar vele, de az önmagát Bettyre átkeresztelő harcművész képességeit látva meggondolja magát. A kiválasztott megpróbálja utánozni a Bettytől látottakat, de emberei eszméletlenre verik. Magához térése után felbukkan egy rejtélyes, egymellű nő, Whoa és figyelmezteti őt arra, hogy ne siesse el a Bettyvel való leszámolást.
A férfi nem hallgat rá és Betty nyomába ered. Legyőzi annak Moo Nieu nevű csatlósát (egy harcművész tehenet) és egy vízesésnél talál rá ellenségére. Doe mester, Ling apja A kiválasztott segítségére siet és harc közben halálos sebet kap. Bár A kiválasztott még el tudja támogatni őt Tang mesterhez (akinek Doe régi barátja), Doe aznap este meghal. A gyászoló Ling bevallja érzéseit A kiválasztottnak.
Az önmagát elveszettnek érző főhősnek az éjszakai égbolton megjelenő, Mu-Shu Fasa nevű, gigászi oroszlán ad tanácsot. Betty hajtóvadászatot indít A kiválasztott segítői ellen: Wimp Lo, Ling, Tang mester és A kiválasztott kutyája is az áldozatául esik (bár Wimp Lón kívül mindannyian életben maradnak). A kiválasztott rájön, hogy Betty erejét a mellkasán lévő, piramis alakú fémtüskék adják – edzés közben ezért a tüskék puszta kézzel történő eltávolítására fókuszál fabábuk segítségével. Hosszas, eleinte sikertelen és fájdalmas gyakorlás után Ling támogatásának köszönhetően képessé válik a feladatra.
Bettyvel a rejtélyes Gonosz Tanács közli, hogy A kiválasztott még mindig életben van. A két rivális egy templomnál méri össze erejét, de váratlanul megjelennek a Tanács piramis alakú űrhajói, rajta francia földönkívüliekkel és megsokszorozzák Betty erejét. Betty összeveri A kiválasztottat, de mielőtt végezhetne vele, az kinyitja a száját és a nyelve segítségével elpusztítja az idegen anyahajót, menekülésre késztetve a többi űrhajót is. A kiválasztottnak végül sikerül kitépnie a fémgúlákat Betty testéből és megöli őt, ezután boldogan hazatér Linggel.
A film végén egy hamis filmelőzetes látható, Ping-Pong: A harag nyelve címmel, mely szerint A kiválasztottra még számos megpróbáltatás vár. A végefőcímet követően a sérült, mozgásképtelen Teng mester jelenik meg a filmvásznon, aki hasztalanul próbál segítséget kérni a stábtagoktól lábát tépkedő, éhes szirti sas elzavarásához.

## Szereplők
| Színész        | Szerep              | Magyar hang            |
| -------------- | ------------------- | ---------------------- |
| Steve Oedekerk | A kiválasztott      | Kálloy Molnár Péter    |
| Hui Lou Chen   | Tang mester         | Rudas István           |
| Fei Lung       | Pain mester (Betty) | Sinkovits-Vitay András |
| Leo Lee        | fiatal Pain mester  |                        |
| Ling Ling Tse  | Ling                | Szokol Péter           |
| Lin Yan        | haldokló Ling       |                        |
| Chia Yung Liu  | Wimp Lo             | Csőre Gábor            |
| Chi Ma         | Doe mester          |                        |

Az eredeti filmben szereplő Jimmy Wang Yu – akinek szerepét Oedekerk vette át a feldolgozásban, önmagát retusáltatva a színész helyére – néhány jelenetben szintén látható.

## Fogadtatás

### Bevételi adatok
A 10 millió dollárból készült film az Amerikai Egyesült Államokban 16 037 962, míg a többi országban 956 663 dolláros bevételt termelt, így az összbevétele 16 994 625 dollár lett.

### Kritikai visszhang
A Ping-Pong: Az ököl színre lép a Rotten Tomatoes weboldalon 13%-on áll, az oldal kritikai összegzése szerint a film „egy rövid szkeccshez elegendő viccmennyiség elnyújtása egy egész estés nagyjátékfilmmé.” A Metacritic 14 kritikus véleménye alapján túlnyomórészt negatívan értékelte a filmet.
Jonathan Foreman, a New York Post kritikusa „a 70-es évek kungfu-filmjeinek ostoba és unalmas paródiájának” nevezte a filmet, mely minden poént (beleértve a hangutánzásokat is) „az agónia határáig” ismételget. Eddie Cockrell (Variety) „nézhetetlen feszengésnek” titulálta a paródiát.
A negatív kritikák ellenére a Kung-fu Kingdom weboldal 2017-es ismertetője szerint a Ping-Pong a megjelenése óta eltelt években érthető módon vált kultuszfilmmé lebilincselő és élénk stílusával. „Jól összerakott, bohókás, túlzásokba eső és (megnyerő módon) nevetséges szórakoztatást nyújt a harcművészetek, az akciófilmek, valamint a vígjátékok rajongói számára.”

## A film folytatása
Oedekerk 2015 nyarán jelentette be, hogy a film folytatását tervezi. Hozzátette, a konkrét cselekménnyel kapcsolatban még bizonytalan.

## Fordítás
- Ez a szócikk részben vagy egészben  a   Kung Pow! Enter the Fist című angol Wikipédia-szócikk fordításán alapul.  Az eredeti cikk szerkesztőit annak laptörténete sorolja fel. Ez a jelzés csupán a megfogalmazás eredetét és a szerzői jogokat jelzi, nem szolgál a cikkben szereplő információk forrásmegjelöléseként.